# Charles Genois
Charles Genois, né en 1793 en Louisiane espagnole et mort en 1866 à La Nouvelle-Orléans, est un maire de La Nouvelle-Orléans en Louisiane.

## Biographie
Charles Genois a été élu maire le 2 avril 1838 et a pris ses fonctions le 12 mai 1838.
Charles Genois dut gérer le déficit et l'endettement de la ville laissé par ses prédécesseurs. La ville devait plus d'un million de dollars aux banques. La municipalité dut arrêter plusieurs travaux urbains (pavages des rues et creusement du canal du Carondelet). Charles Genois se rendit à New York pour obtenir un soutien financier des banques américaines pour le lancement d'un nouvel emprunt. De retour à La Nouvelle-Orléans, la municipalité hypothéqua auprès des banques des terrains fonciers et put lancer ce nouvel emprunt qui fut un succès en raison des garanties bancaires new-yorkaises.
En janvier 1840, il accueillit le président Andrew Jackson et inaugura une statue en son honneur sur la place d'Armes (aujourd'hui place Jackson).
Charles Genois mourut le 30 août 1866 des suites d'une longue maladie. Il fut enterré au cimetière Saint-Louis de La Nouvelle-Orléans.